# Arnar Jónsson (Schauspieler)
Arnar Jónsson (* 21. Januar 1943 in Akureyri, Island) ist ein isländischer Schauspieler und Synchronsprecher.

## Leben
Arnar Jónsson machte 1964 seinen Abschluss an der Nationalen Schauspielschule. Seit diesem Zeitpunkt ist er einer der gefragtesten Schauspieler Islands; er steht beim Isländischen Nationaltheater unter Vertrag. Arnar spielte in seiner Theaterlaufbahn mehr Hauptrollen als jeder andere isländische Schauspieler. Er trat in über 200 Hörfunksendungen und zahlreichen Fernsehproduktionen auf. Neben seiner Schauspielerlaufbahn nimmt er auch an Golfturnieren teil.
Arnar Jónsson ist seit 1965 mit der isländischen Schauspielerin Þórhildur Þorleifsdóttir verheiratet. Zu ihren Kindern zählt die auch in Deutschland bekannte Schauspielerin Sólveig Arnarsdóttir und der Opern- und Theaterregisseur Þorleifur Örn Arnarsson, der seit der Spielzeit 2019/2020 Schauspieldirektor der Berliner Volksbühne ist.
Als Synchronsprecher war Arnar die isländische Stimme von Dschafar (Aladdin), Charlie Naseweis (Toy Story), Shifu (Kung Fu Panda) und Lord Ratcliffe (Pocahontas), unter anderem.

## Filmografie
- 1966: Áramótaskaup
- 1978: Áramótaskaup
- 1981: Die Gisli Saga (Útlaginn)
- 1983: Á hjara veraldar
- 1984: Atomstation (Atómstöðin)
- 1985: Fastir liðir: eins og venjulega
- 1992: Ævintýri á Norðurslóðum
- 1992: Der Männerchor (Karlakórin Hekla)
- 1997: Maria
- 1998: Herbergi 6
- 1998: Dansinn
- 2001: Möwengelächter (Mávahlátur)
- 2004: Njálssaga
- 2006: Der Adler – Die Spur des Verbrechens (Ørnen: En krimi-odyssé)
- 2009: Bjarn freðarson
- 2015: Virgin Mountain (Fúsi)
- 2017: Bokeh